# Hashizume Yuki
Yuki Hashizume (橋爪 勇樹 (Kiều-Trảo Dũng-Thụ) Hashizume Yūki, sinh ngày 24 tháng 8 năm 1990 ở Nagano, Nhật Bản)  là một cầu thủ bóng đá người Nhật Bản kể từ năm 2013 thi đấu ở vị trí hậu vệ cho Ventforet Kofu.

## Thống kê sự nghiệp câu lạc bộ
Cập nhật đến ngày 23 tháng 2 năm 2017.
| 2013 | Ventforet Kofu | J1 League | 3  | 0 | 1 | 0 | 2  | 0 | 6  | 0 |
| 2014 | Ventforet Kofu | J1 League | 2  | 0 | 1 | 0 | 2  | 0 | 5  | 0 |
| 2015 | Ventforet Kofu | J1 League | 17 | 1 | 3 | 1 | 4  | 0 | 24 | 2 |
| 2016 | Ventforet Kofu | J1 League | 25 | 0 | 1 | 0 | 3  | 0 | 29 | 0 |
| Tổng | Tổng           | Tổng      | 47 | 1 | 6 | 1 | 11 | 0 | 64 | 2 |